# Chaetonotus trianguliforme
Chaetonotus trianguliforme är en djurart som tillhör fylumet bukhårsdjur, och som beskrevs av Visvesvara 1964. Chaetonotus trianguliforme ingår i släktet Chaetonotus och familjen Chaetonotidae. Inga underarter finns listade i Catalogue of Life.